# Vallesia pubescens
Vallesia pubescens är en oleanderväxtart som beskrevs av Nils Johan Andersson. Vallesia pubescens ingår i släktet Vallesia och familjen oleanderväxter. Inga underarter finns listade i Catalogue of Life.